# (95851) Stromvil
(95851) Stromvil est un astéroïde de la ceinture principale.

## Description
(95851) Stromvil est un astéroïde de la ceinture principale. Il fut découvert le 26 mars 2003 à Moletai par Kazimieras Černis et Kazimieras Zdanavičius. Il présente une orbite caractérisée par un demi-grand axe de 2,55 UA, une excentricité de 0,14 et une inclinaison de 8,9° par rapport à l'écliptique.

## Compléments